# Тикуго (река)
Тикуго́ (яп. 筑後川 тикугогава) — крупнейшая река на острове Кюсю, Япония. Она протекает по территории префектур Кумамото, Оита, Фукуока и Сага. Впадает в Ариаке — залив Восточно-Китайского моря. Длина реки составляет 143 км, площадь водосборного бассейна — 2860 км². На территории её бассейна проживает около миллиона человек, крупнейшим городом является Курумэ. Согласно японской классификации, она является рекой первого класса.
Тикуго считается одной из «трёх великих рек Японии», наряду с рекой Тонэ в регионе Канто и Йосино на Сикоку. Вдоль реки было сделано множество археологических находок.

## Течение
Исток Тикуго находится на склоне вулкана Асо, на плато Сеномото (瀬の本高原), на территории уезда Асо префектуры Кумамото, в верховьях она называется Ояма (大山川). В верховьях Тикуго течёт через породы кайнозоя (туф, лава, андезит) и палеозоя (гранит), многие из них были образованы извержениями вулкана Асо. Далее она протекает через город Хита и горы Кудзю в префектуре Оита, где в неё впадает её крупнейший приток — Кусугава, после чего она меняет название на Микума (三隈川). Она течёт по впадине Хита и вновь уходит в узкое горное ущелье Йоаке. Там она пересекает границу префектуры Кумамото, выходит на аллювиальную равнину Цукуси и, наконец, меняет своё название на Тикуго. На равнине в неё впадают реки Сата (佐田川), Коисибару (или Коисихара, 小石原川), Косе, Хоман и другие. Перед устьем от реки ответвляется рукав Хаяцуэ (早津江川), после чего оба впадают в залив Ариаке Восточно-Китайского моря.
Крупнейшими притоками реки являются Кусу (длина — 56 км, площадь бассейна — 530 км²), Хоман (длина — 35 км, площадь бассейна — 260 км²) и Сагаэ (длина — 29 км, площадь бассейна — 143 км²).
Около 56 % бассейна реки занимает природная растительность, около 21 % — сельскохозяйственные земли, около 23 % застроено. Верховья реки лесистые.

## Гидрография
Бассейн Тикуго характеризуется сильными и цикличными колебаниями атмосферных осадков. Из среднегодовой нормы в 2168 мм около 40 % выпадают в сезон дождей — июне и июле. За сезон дождей и сезон тайфунов (август — сентябрь) выпадает около 65 % осадков. Самая высокая норма осадков - в горных районах бассейна, она составляет 3000 мм/год. Вдобавок, при многолетнем среднем расходе воды 114 м³/с, среднегодичный расход воды может колебаться от 52,4 м³/с (1978 год) до 209,7 м³/с (1980 год).
Максимальный расход воды с 1956 был зарегистрирован на станции Эсоносюку (города Асакура и Укиха) и составил 6225 м³/с. Расход воды во время наводнения 1855 года оценивается в 7800 м³/с (Хасе), во время наводнения 1953 года - 8500 м³/с (там же).
Эстуарий Тикуго включает в себя последние 23 км реки, солёная вода проникает на 17 км вверх по течению. На протяжении последних 8-10 км русла дно реки покрыто песчаными осадками, выше по течению их сменяют ил и глина. В 14 км от устья ширина русла составляет около 250 м, глубина - 2,5-8 м в зависимости от прилива. Амплитуда прилива достигает 5 м. Приливные течения достигают скорости 1,2 м/с.
Согласно измерениям 1978—2004 годов, в 75 % случаев ХПК воды у плотины Мацубара колеблется между 1,5 и 3,5 мг/л; БПК (Хита) — 0,5-3,5 мг/л; БПК (мост Рокугоро, Куруме) — 1,0-4,0 мг/л. Измерения 2004-2010 годов показали в среднем течении реки низкое содержание пестицидов по сравнению с другими реками Японии.

## Наводнения
За 361 год с 1571 по 1889 на реке произошло 183 наводнения. В 1669 году наводнение привело к гибели многих людей и лошадей. В 1702 три наводнения последовали одно за другим - в мае, июне и августе, множество домов было смыто. Крупнейшие наводнения за последние 150 лет произошли в июле 1889, июне 1921 и июне 1953. Наводнение 1953 года привело к гибели 147 человек. В 2020 году от наводнений, вызванными проливными дождями, погибло около 50 человек.

## Хозяйственное использование
Тикуго течёт через одну из плодороднейших равнин Японии, площадью в 52000 гектаров. Большая её часть занята рисовыми полями. У устья реки крестьяне издревле используют для полива приливные колебания уровня воды, доходящие до 6 метров (наибольшая в Японии амплитуда прилива). С помощью дамб и шлюзов они собирают пресную воду, которую прилив поднимает вверх по реке. Ещё одним традиционным занятием местных жителей является рыбная ловля, включая лов с помощью бакланов. На реке расположена резиновая и деревообрабатывающая промышленность. Также в окрестностях реки есть много онсэнов.
На реке расположен один из немногих в мире вертикальных подъёмных железнодорожных мостов. У моста длиной в 507 метров центральная 30-метровая часть поднимается на высоту 23 метров. Он был построен в 1935 году, закрыт в 1987 и приспособлен для пешего сообщения в 1996 году.

## История
В средневековье река протекала через земли кланов Набэсима, Курода, Арима, Акидзуки и Татибана. Для полива и орошения феодалы строили дамбы и плотины, крупнейшими из них являются Оиси, Ямада и Эри (Токосима). Речная вода используется для полива 400 км² рисовых полей. На 1997 год на реке имеется около 30 плотин и водосливов. Крупнейшие плотины на Тикуго и её притоках — Мацубара, Симоукэ, Эгава и Тэраути. Кроме орошения, плотины используются для производства электроэнергии. На 2018 год на реке расположены 20 электростанций, общей мощностью в 210 тыс. киловатт. Также речная вода используется для снабжения городов питьевой водой и для нужд промышленности.